# BVZ Deh 4/4
Der Deh 4/4 ist eine schmalspurige Gepäcktriebwagen-Baureihe der ehemaligen Brig-Visp-Zermatt-Bahn (BVZ), heute Matterhorn-Gotthard-Bahn (MGB), für Adhäsions- und Zahnradbetrieb. Die Baureihe umfasst vier Fahrzeuge (Nummern 21 bis 24) und basiert im mechanischen Teil auf dem FO Deh 4/4 I, ist aber elektrisch abweichend aufgebaut.

## Geschichte
Der zunehmende Verkehr, insbesondere der Pendelverkehr Täsch–Zermatt riefen nach einer Ausweitung des Triebfahrzeugparks der BVZ, der Anfang der 1970er-Jahre nur aus sechs rund vierzigjährigen Lokomotiven und fünf Gelenk- bzw. Doppeltriebwagen bestand. Da sich das Konzept der Deh 4/4-Pendelzüge bei der FO gut bewährte, bestellte auch die Brig-Visp-Zermatt-Bahn 1973 je vier Trieb-, Zwischen- und Steuerwagen, die 1975 und 1976 geliefert wurden. Während der mechanische Teil des Triebwagens weitgehend unverändert beibehalten wurde, kamen im elektrischen Teil eine von der Firma SAAS hergestellte Thyristorsteuerung analog der SBB-Baureihe RABDe 8/16 zum Einbau, was die Leistungsfähigkeit gegenüber den FO-Fahrzeugen erhöht. Steuer- und Zwischenwagen waren ebenfalls von gleicher Bauart (SIG-Einheitwagen I) wie jene der FO, aber länger.

## Technik

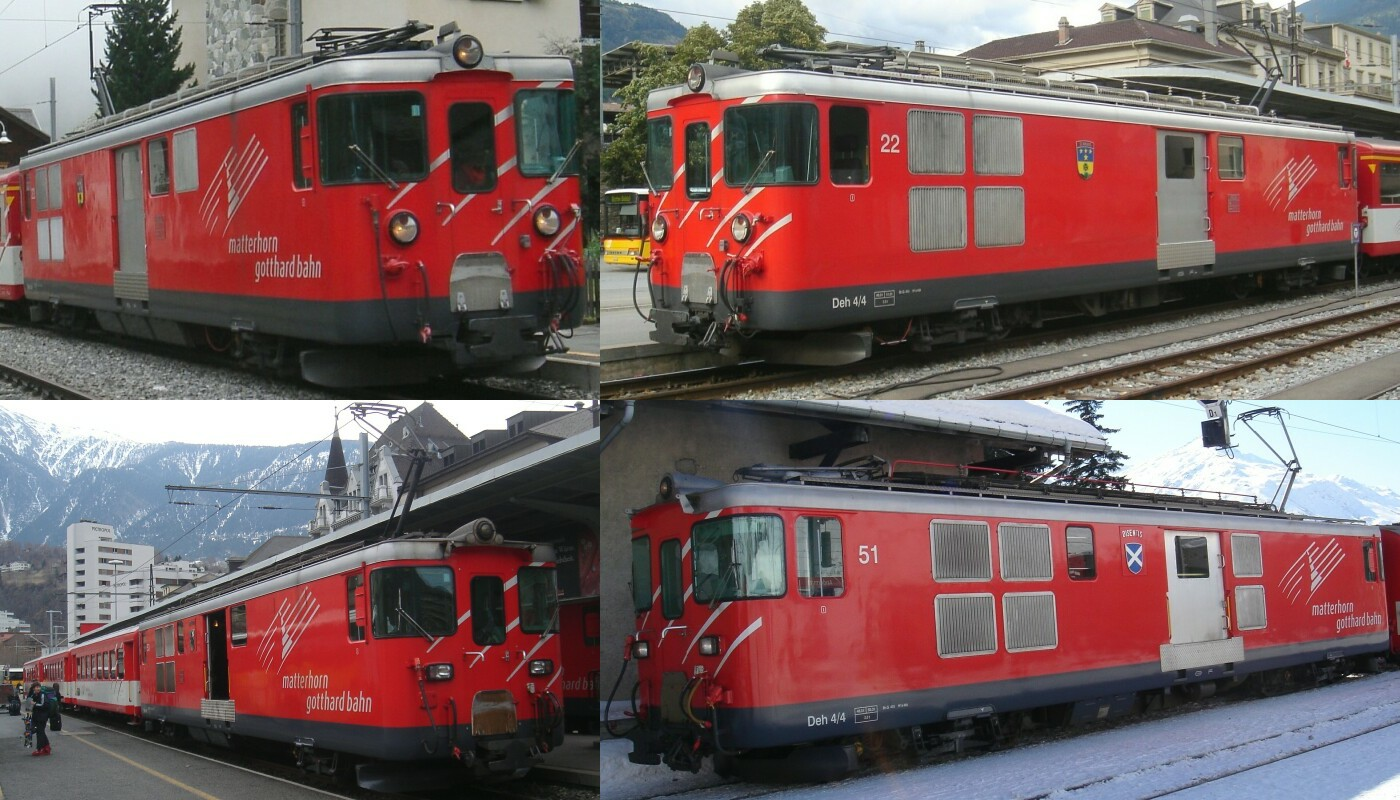
Vergleich beider Seiten des Wagenkastens der Deh ex BVZ (oben) und ex FO (unten)

Aus Gründen der Gewichtseinsparung ist der Wagenkasten in Leichtmetallbauweise gefertigt. Die Apparateschränke mit der elektronischen und pneumatischen Ausrüstung sind im Gepäckraum in der Mitte untergebracht. Der Transformator befindet sich unter dem Wagenkasten, die Drehgestelle verfügen über jeweils zwei Motoren.
Elektrisch ist das Fahrzeug mit Phasenanschnittsteuerung (Thyristorsteuerung) aufgebaut. Es weist eine Widerstandsbremse, aber keine Rekuperationsbremse auf.

## Einsatz
Die ehemaligen BVZ-Fahrzeuge wurden zwischen Zermatt und Brig sowohl mit Pendelzügen wie auch mit gezogenen Reisezügen und Güterzügen eingesetzt. Seit 2006 kommen sie auch am Oberalp zum Einsatz, hingegen fehlt ihnen die Bremsausrüstung für die Schöllenen. Diese Triebwagen können nach Zermatt und am Oberalp fünf Personenwagen befördern. Im Sommer werden jeweils Pendelzüge für die Oberalpstrecke gebildet, bei diesem sind die Fahrzeuge innerhalb der Komposition mit der automatischen +GF+-Kupplung (GFN) verbunden. Im Winter befördern diese Fahrzeuge grösstenteils, die als Sportzüge eingesetzten Pendelzugkompositionen sowie die Autotransportzüge zwischen Andermatt und Sedrun.
Der Deh 4/4 24 diente in letzter Zeit als Ersatzteilspender für die drei anderen Triebwagen und der Kasten wurde Ende Oktober 2022 zur Wiederverwertung abtransportiert. Die Nummer 21 wurde nach Entnahme von Ersatzteilen am 29. November 2023 zum Abbruch abtransportiert. Der Deh 4/4 22 wurde am 12. November 2024 vom Glisergrund zum Abbruch abtransportiert.
| Betriebsnummer | Taufname    | Inbetriebnahme | Status      |
| -------------- | ----------- | -------------- | ----------- |
| 21             | Stalden     | 1975           | abgebrochen |
| 22             | St. Niklaus | 1975           | abgebrochen |
| 23             | Randa       | 1976           | in Betrieb  |
| 24             | Täsch       | 1976           | abgebrochen |